# Eddie, Get the Mop
Eddie, Get the Mop è un cortometraggio muto del 1918 diretto da William Beaudine. Distribuito dall'Universal Film Manufacturing Company e prodotto dalla Nestor Film Company, il film si basa su un soggetto di King Vidor.

## Produzione
Il film fu prodotto dalla Nestor Film Company.

## Distribuzione
Distribuito dall'Universal Film Manufacturing Company, il film - un cortometraggio di una bobina - uscì nelle sale cinematografiche statunitensi il 18 marzo 1918.